# Frank Zander
Frank Zander (Berlino, 4 febbraio 1942) è un cantante, showman, attore e doppiatore tedesco.

## Biografia

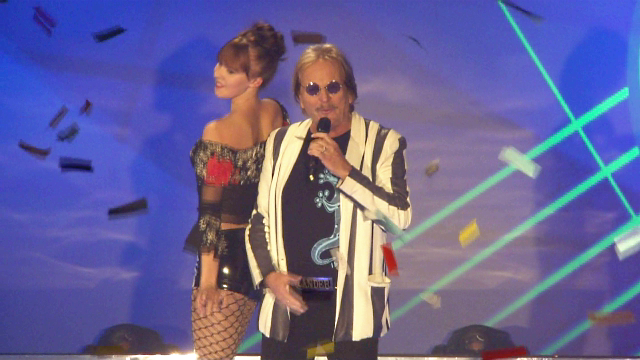
Frank Zander nel 2010, in uno dei suoi show tv

Dopo aver studiato all'istituto d'arte, Zander ha intrapreso una carriera musicale, che l'ha visto all'inizio suonare la chitarra in un gruppo. Nei primi anni 70 un'angina non perfettamente curata gli lascerà come conseguenza irreversibile l'arrochimento della voce, un deficit tuttavia trasformato da Zander in un'idea rivelatasi vincente, ovvero la possibilità di sfondare nella canzone grazie a un timbro anomalo. E il successo infatti non è tardato ad arrivare, con pezzi perlopiù di sapore schlager: Der Ur-Ur-Enkel von Frankenstein, Ich trink auf dein Wohl, Marie,  Oh, Susi (der zensierte Song).
Nel 1978 ha condotto il suo primo show televisivo, in cui si è esibito con vari amici musicisti. Ne sono seguiti diversi altri, grazie ai quali egli diventerà uno dei beniamini dei telespettatori tedeschi.
Negli anni 80 Zander ha mantenuto costante la popolarità, con canzoni proprie - spesso rivolte al pubblico infantile - e anche numerose cover, tra cui quelle di Da Da Da I Don't Love You You Don't Love Me Aha Aha Aha  (Trio) e Jeanny (Falco). A quel decennio risalgono anche le sue prime esperienze di attore, per lo più in serie tv tedesche. Zander è inoltre da molti anni attivo nel doppiaggio, in particolare di cartoon e film d'animazione: in questo campo è noto soprattutto per essere la voce tedesca di Asterix al cinema e in tv.
Nel 1990 ha inciso la sua canzone più celebre, il pezzo demenziale Hier Kommt Kurt, di cui nel 2007 realizzerà anche una parodia, Hier Kommt Knut, in cui viene omaggiato l'orso Knut.

## Vita privata
Zander è sposato dal 1968 e ha un figlio, Marcus. Tifoso della squadra calcistica Hertha BSC, ne è anche membro onorario. Vive dividendosi tra Berlino e Ibiza.

## Discografia

### Singoli
- 1974: Der Ur-Ur-Enkel von Frankenstein
- 1975: Ich trink’ auf dein Wohl, Marie
- 1975: Nick-Nack-Man
- 1976: Disco-Polka
- 1976: Oh, Susi (Der zensierte Song)
- 1977: Splish-Splash-Badewannen-Party
- 1978: Die Frau von gegenüber
- 1978: Disco Planet (Wir beamen)
- 1979: Captain Starlight
- 1981: Ja, wenn wir alle Englein wären
- 1982: Da da da ich weiß Bescheid, du weißt Bescheid
- 1986: Jeannie (Die reine Wahrheit)
- 1988: Marlene
- 1990: Hier kommt Kurt
- 2007: Hier kommt Knut

### Album
- 1975: Wahnsinn
- 1977: Zander’s Zorn
- 1978: Frank’s beknackte Ideen
- 1979: Donnerwetter
- 1981: Ja, wenn wir alle Englein wären
- 1982: Die fröhliche Hamster-Parade
- 1982: Frankie’s Zanda Da Da
- 1987: Stromstöße
- 1992: Einfach Zanders
- 1995: Garantiert Gänsehaut
- 2000: Weihnachten mit Fred Sonnenschein und seinen Freunden
- 2010: Kinder Schlager Party